# Тоні Єйо
Марвін Бернард (англ. Marvin Bernard; нар. 31 березня 1978, Квінз, Нью-Йорк, США), більш відомий під псевдонімом Tony Yayo (укр. Тоні Єйо) — американський репер, учасник гурту G-Unit, президент лейблу G-Unit Philly. Виріс у Південній Ямайці, кварталі Квінзу в Нью-Йорці. Сценічне ім'я походить від Тоні Монтани, героя стрічки «Обличчя зі шрамом» (1983), та сленгового слова, що означає кокаїн.

## Ранні роки
Марвін Бернард народився у Південній Ямайці, Квінз, Нью-Йорк, у сім'ї гаїтян, наймолодший з трьох дітей. Батьки Бернарда розлучилися, коли йому було 16 років. У 15 років він почав продавати наркотики і кинув школу в десятому класі. У дитинстві він познайомився зі своїми друзями на все життя Ллойдом Бенксом і 50 Cent, і зрештою тріо створило групу G-Unit і разом почало працювати над музикою, випустивши кілька мікстейпів на початку 2000-х.

## Музична кар'єра

### G-Unit
G-Unit було засновано друзями дитинства 50 Cent, Ллойдом Бенксом і Тоні Єйо після розпаду 134 Allstars. Через успіх дебютного студійного альбому 50 Cent Get Rich or Die Tryin' було створено лейбл G-Unit Records. Під час перебування Єйо за ґратами до гурту запросили Young Buck і записали Beg for Mercy. Платівку видали 14 листопада 2003, він став двічі платиновим у США. Реліз містить лише 2 пісні з Єйо, записані до його арешту. Другий альбом T·O·S (Terminate on Sight) випустили у липні 2008, він розійшовся накладом у 102 тис. копій за перший тиждень.

### Сольна кар'єра
У серпні 2005 Єйо видав дебютну платівку Thoughts of a Predicate Felon. Єйо підтвердив роботу над своїм другим альбомом. Перший сингл, «Pass the Patron», вийшов 20 травня 2010, другий, «Haters» — 23 березня 2011.
Будучи гаїтянського походження, репер допоміг Гаїті після землетрусу 2010 року. Єйо співпрацював з різними благодійними організаціями та заходами на підтримку штату.

## Лейбли
Після виконання контракту з Interscope було оголошено підписання угоди між EMI та G-Unit Records на дистриб'юцію та промоцію артистів лейблу у Північній Америці, зокрема й Тоні Єйо. Цю новину анонсував Ллойд Бенкс у п'ятницю 13 серпня 2010 в інтерв'ю MTV News.

## Проблеми із законом

### Ув'язнення за тяжкий злочин
31 грудня 2002 виконавця й 50 Cent затримали за незаконне зберігання зброї. Єйо мав пістолети Glock 20 та Colt AR 15 у багажнику авта. Коли поліція виявила, що на нього раніше видавали ордер за тим самим звинуваченням, репера засудили за втечу від правосуддя особи, переданої на поруки. Весь 2003 він провів у в'язниці. Єйо відбував покарання у виправній установі Лейкв'ю. Його умовно звільнили 8 січня 2004. Наступного дня Єйо заарештували за володіння підробленим паспортом, він просидів у федеральній в'язниці до 25 травня 2004. Поки репер перебував за ґратами G-Unit і Eminem розпочали кампанію «Free Yayo».

### Звинувачення у нападі
24 березня 2007 виконавця заарештували за звинуваченням у нападі на 14-річного сина менеджера The Game, Джиммі «Henchmen» Роузмонда. Єйо й 50 Cent з оточенням нібито підійшли до підлітка й штовхнули того до стіни неподалік. Єйо, за повідомленнями, вдарив його кілька разів і сказав «Fuck Czar Entertainment». Обох визнали невинними, доказами 50 Cent були відеоматеріали, на яких його зафільмовано у своєму маєтку у Коннектикуті на час імовірного інциденту.

Єйо вперше відвідав суд уранці 25 квітня 2007 у Нью-Йорці. Справу перенесли на 24 липня. Адвокат репера висловив переконання, що підзахисний невинний та прокоментував ситуацію в інтерв'ю MTV: 
«Після ретельного розслідування я категорично заявляю, що Тоні Єйо нікого не бив. Сподіваюсь, коли скінчиться розслідування, вони дійдуть до такого ж висновку. Єйо, як батько, розуміє звинувачення, він ніколи б не зробив чогось, що нашкодить дитині», — сказав Лімон.
18 квітня 2007 невідомі обстріляли будинок матері репера. Напад пов'язують з його домашнім арештом. Єйо згадує це у «Straight Outta Southside» з T·O·S (Terminate on Sight), другого альбому G-Unit. 24 липня 2007 виконавець прийшов на чергове засідання у справі сина Роузмонда. Сторона обвинувачення запропонувала йому 9 місяців ув'язнення у разі визнання вини, той відмовився. Звинувачення зняли у лютому 2008. За два місяці на 50 Cent і Єйо подала позов мати сина Роузмонда.

## Особисте життя
Має доньку Менаю (нар. у 2003) та сина Лондона (нар. 2008).

## Дискографія
Студійні альбоми
- 2005: Thoughts of a Predicate Felon

## Фільмографія
| Фільми      | Фільми                               | Фільми      | Фільми                   |
| Рік         | Назва                                | Роль        | Примітки                 |
| ----------- | ------------------------------------ | ----------- | ------------------------ |
| 2009        | Kiss and Tail: The Hollywood Jumpoff | Самого себе |                          |
| 2010        | Ранковий підйом                      | Самого себе |                          |
| 2011        | S.W.A.T.: Firefight                  | Карлос      |                          |
| Відеоігри   |                                      |             |                          |
| Рік         | Назва                                | Роль        | Примітки                 |
| 2003        | 50 Cent: Bulletproof                 | Самого себе | Озвучення, зовнішність   |
| 2009        | 50 Cent: Blood on the Sand           | Самого себе | Озвучення, зовнішність   |
| Телебачення |                                      |             |                          |
| Рік         | Назва                                | Роль        | Примітки                 |
| 2008        | 50 Cent. Гроші та влада              | Самого себе | «Chose Your Crew Wisely» |